# Bambiseks
Bambiseks is een neologisme om een vorm van vrijen aan te duiden zonder geslachtsgemeenschap of vergelijkbare handelingen. De partners uiten hun genegenheid met knuffelen, zoenen, strelen of vrijerig stoeien, vaak met de kleren aan.
De uitdrukking is afgeleid van het hertje Bambi. In de film van Walt Disney die over dit hertje gaat, wordt het als zacht, lief en knuffelbaar neergezet. In meerdere scènes knuffelt en kust (likt) hij zijn vriendinnetje liefdevol.
Vooral pubers, maar ook wel jongere kinderen, kunnen op deze wijze hun eerste liefdesgevoelens voor elkaar uiten. Ook bij volwassenen kan een seksuele relatie natuurlijk hiermee beginnen.
Bambiseks wordt soms gelijkgesteld met vanilleseks, bijvoorbeeld door de Vlaamse overheidsinstelling Taaltelefoon die het woord in 2007 koos als woord van de week.
Anderen maken een onderscheid waarbij in het geval van vanilleseks wel sprake is van handelingen met de geslachtsdelen.